# Стефан Пиперски
Свети Стефан Пиперски је био хришћански подвижник из 17. века из садашње Црне Горе а тадашње Херцеговине Светог Саве.

## Биографија
По пореклу је био Србин, рођен у никшићком племену, у селу Кута у Жупи Никшићкој, од сиромашних, али благочестивих родитеља, Радоја и Јаћиме. По предању подвизавао се најпре у манастиру Морачи, где је био и игуман. Турци су га одатле протерали, и он се настанио у Турману Ровачком, на месту које се сад назива Ћелиште. После се преселио и настани у Пиперима у једној ћелији, где је до смрти остао у тешком подвигу.
Оснивач је и ктитор манастира Ћелија Пиперска, који је настао на месту где се он подвизавао.
Умро је 20. маја 1697. године. Његове мошти и сада ту почивају.
Српска православна црква слави га 20. маја по црквеном, а 2. јуна по грегоријанском календару.
О св.Стефану Пиперском и светој обитељи Ћелији Пиперској, као српском свецу и српском манастиру, као и о славним Немањићима пише никшићки лист Оногошт, у броју 23. за 1899.годину.